# Selenops ovambicus
Espèce
Synonymes
- Selenops radiatus ovambicus Lawrence, 1940

Selenops ovambicus est une espèce d'araignées aranéomorphes de la famille des Selenopidae.

## Distribution
Cette espèce se rencontre en Afrique du Sud, au Mozambique, au Botswana, en Namibie, au Cameroun, au Soudan et au Sénégal.

## Description
La carapace de la femelle holotype mesure 5,2 mm de long sur 5,9 mm et l'abdomen 13,4 mm de long.

## Systématique et taxinomie
Cette espèce a été décrite sous le protonyme Selenops radiatus ovambicus par Lawrence en 1940. Elle est élevée au rang d'espèce par Corronca en 2002.

## Étymologie
Son nom d'espèce lui a été donné en référence au lieu de sa découverte, l'Ovamboland.

## Publication originale
- Lawrence, 1940 : « The genus Selenops (Araneae) in South Africa. » Annals of the South African Museum, vol. 32, p. 555-608 (texte intégral).